# Angel Band
Angel Band — студийный альбом американской певицы Эммилу Харрис. Изначально — неформальная запись акустических кантри-госпелов, сделанная для дружеского круга, но в итоге выпущенная официально лейблом Warner Bros. Records. Пластинка запечатлела совместное пение и музицирование Харрис в домашней студии с Винсом Гиллом, Эмори Горди и Карлом Джексоном. Проект не имел заметных коммерческих успехов, но был позитивно принят критиками.

## Об альбоме
Представленный в Angel Band материал изначально не задумывался как альбом. Певица и её музыканты записали его для разрядки после напряжённых сессий проекта The Ballad of Sally Rose. Плёнка предназначалась для дружеского круга и официально Харрис её издавать не собиралась. Впоследствии она передумала, поскольку ей нужно было закрыть обязательства по количеству релизов перед Warner Bros. Records. Запись проходила в течение четырёх-пяти дней в домашней студии мужа и продюсера певицы — Пола Кеннерли. Вместе с Харрис в альбоме играли Винс Гилл, Карл Джексон и Эмори Горди. Последний (бывший участник её группы The Hot Band) выступил продюсером проекта.
В итоге пластинка представляла собой акустическую коллекцию кантри-госпелов. Помимо старинных песен, вроде «When They Ring Those Golden Bells», «If I Be Lifted Up», «We Shall Rise» и «Precious Memories», в альбом вошли и более современные образцы, такие как «The Other Side of Life» и «When He Calls» (вторая написана Кеннерли). При этом, как объяснила Харрис, несмотря на духовный материал, проект являлся сугубо музыкальным и не имел религиозного подтекста. По аналогии с её более масштабной акустической работой Roses in the Snow (1980), сопрано певицы здесь существовало в тандеме с тенором — на этот раз вместо Рики Скэггса в таком качестве выступил Винс Гилл.

## Смысл названия
Название альбома Angel Band происходит от вошедшей в него одноимённой песни и было выбрано певицей по ряду причин. Помимо того, что оно просто красиво звучало, данное выражение хорошо описывало работавших с ней над проектом вокалистов — Винса Гилла, Эмори Горди и Карла Джексона, — поскольку они пели словно «хор ангельских мальчиков». Кроме того, сама заглавная композиция в прошлом сыграла важную роль в приобщении Харрис к музыке сродни той, что представлена на пластинке. Так, когда она только начинала интересоваться блюграссом, то наткнулась на записи The Stanley Brothers и таким образом «Angel Band» стала одной из первых услышанных ей песен в этом жанре (большинство работ братьев при этом были очень госпел-ориентированными). Находясь в турне со своим другом и музыкальным наставником Грэмом Парсонсом, певица обычно исполняла данную композицию с ним и его ударником Эн Ди Смартом во время поездок на гастрольном автобусе. В честь этой же песни Харрис назвала и свою первую кантри-группу The Angel Band, организованную в Вашингтоне в 1974 году после смерти Парсонса. «Когда я её собрала, то имела совершенно ясное видение того, чем я хотела заниматься, всё тогда было очень естественным, простым и логичным. Этот альбом — практически возвращение на круги своя, назад к истокам: гармоническое пение, песня и ничего лишнего», — объясняла символизм названия артистка.

## Релиз и оценки
| Оценки критиков                   | Оценки критиков |
| Источник                          | Оценка          |
| --------------------------------- | --------------- |
| Allmusic                          | [ 4 ]           |
| The Rolling Stone Album Guide     | [ 6 ]           |
| The Encyclopedia of Popular Music | [ 7 ]           |
| MusicHound Country                | [ 8 ]           |
| The Orlando Sentinel              | [ 9 ]           |
| Rolling Stone (веб-сайт)          | [ 10 ]          |
| People                            | без рейтинга    |
| Chicago Tribune                   | без рейтинга    |
| Cash Box                          | без рейтинга    |

Альбом был выпущен без помпы и коммерческих амбиций. По этой же причине он стал первым релизом Харрис, неизданным в Великобритании. Тем не менее сингл «Someday My Ship Will Sail» имел неплохие ротации на кантри-радио. В чарте Hot Country Songs он достиг позиции № 60. Сама пластинка поднялась до строчки № 23 в Top Country Albums и № 166 в Billboard 200. Проект номинировался на премию «Грэмми» как «Лучшее женское вокальное кантри-исполнение».
Обозреватель газеты Chicago Tribune Даниэль Броган назвал альбом «изысканно лёгкой» кантри-записью с оттенком госпела. Попутно он сравнил её с вышедшей ранее пластинкой Trio (совместный релиз Харрис с Линдой Рнстадт и Долли Партон), заключив, что Angel Band — это крайне простой, в основном акустический проект, служащий идеальной демонстрацией «потрясающего голоса, который становится всё лучше и лучше». Журналист газеты The Orlando Sentinel Дин Джонсон со своей стороны подчеркнул хороший вкус певицы и искреннюю эмоциональность её вокала (несмотря на порой монотонный оттенок её голоса), резюмировав, что все 12 треков в альбоме, исполненные в церковной/госпел-манере, получились удачными.
Согласно рецензентам журнала People, идея акустического госпел-альбома в исполнении Харрис с её «неземным» голосом выглядит как «ответ на молитвы фанатов христианского кантри», но на деле, проект звучит слегка удручённо. Например, треки вроде «Precious Memories», «Someday My Ship Will Sail» и «If I Be Lifted Up», по мнению журналистов, вышли крайне скромными и, возможно, умиротворяют, но не вдохновляют по-настоящему. Помимо этого, редакторы сочли невыразительным басовый вокал Эмори Горди, не сумевшего, по их мнению, создать драматический контраст своего пения с основной партией Харрис. В итоге издание сравнило альбом с прекрасной проповедью, которая удовлетворит существующую паству, но вряд ли привлечёт новых последователей.
В свою очередь обозреватель портала AllMusic Джеймс Энкени назвал выход акустического альбома кантри-госпелов «очередным прекрасным сюрпризом» от Харрис и похвалил проект за изысканность и внимание к деталям. По мнению редакторов журнала Cash Box, альбом особенно порадует тех, кому доставляет удовольствие слушать Слово в музыкальной форме, поскольку на пластинке собраны одни из лучших христианских гимнов когда-либо написанных, исполненные при этом одинаково хорошо. В конечном счёте рецензенты заключили, что «искренность голоса Эммилу Харрис в этом альбоме нашла идеальное применение». Составители же справочника The Rolling Stone Album Guide кратко охарактеризовали Angel Band как «добротную, но непритязательную подборку старых госпел-песен».

## Трек-лист
| №   | Название                            | Автор(ы)                                          | Длительность |
| --- | ----------------------------------- | ------------------------------------------------- | ------------ |
| 1.  | «Where Could I Go But to the Lord»  | J.B. Coats                                        | 3:31         |
| 2.  | «Angel Band»                        | народная; аранжировка Эммилу Харрис               | 3:03         |
| 3.  | «If I Be Lifted Up»                 | народная; аранжировка Эммилу Харрис               | 2:44         |
| 4.  | «Precious Memories»                 | народная; аранжировка Эммилу Харрис               | 4:30         |
| 5.  | «Bright Morning Stars»              | народная; аранжировка Эммилу Харрис               | 2:33         |
| 6.  | «When He Calls»                     | Пол Кеннерли                                      | 2:42         |
| 7.  | «We Shall Rise»                     | народная; аранжировка Эммилу Харрис               | 2:12         |
| 8.  | «Drifting Too Far»                  | народная; аранжировка Эммилу Харрис               | 4:47         |
| 9.  | «Who Will Sing for Me?»             | Ральф Стэнли, Carter Stanley                      | 2:32         |
| 10. | «Someday My Ship Will Sail»         | Аллен Рейнольдс                                   | 2:26         |
| 11. | «The Other Side of Life»            | Alan O'Bryant                                     | 2:36         |
| 12. | «When They Ring Those Golden Bells» | народная; аранжировка Эмори Горди и Патти Лавлесс | 3:13         |

## Позиции в чартах
| Чарт (1987)                       | Высшая позиция |
| --------------------------------- | -------------- |
| США, Billboard Top Country Albums | 23             |
| США, Billboard 200                | 166            |

## Музыканты
- Эммилу Харрис — ведущий вокал, акустическая гитара
- Винс Гилл — тенор, акустическая гитара, мандолина
- Карл Джексон — баритон, акустическая соло-гитара
- Эмори Горди — бас, бас-гитара, акустическая гитара

При участии:
- Майка Олдриджа — добро
- Джерри Дагласа — добро
- Марка О' Коннора — фиддл, альт, мандолина

## Полезные ссылки
- «We Shall Rise» на YouTube (аудио на официальном канале)
- «Someday My Ship Will Sail» на YouTube (аудио на официальном канале)
- «Angel Band» на YouTube (аудио на официальном канале)